# Корнинский карьер
Корнинский карьер (укр. Корнинський кар'єр) — промышленное предприятие в посёлке городского типа Корнин Житомирской области.

## История
Добыча камня в окрестностях Корнина имела место уже в конце XIX века, ещё до создания карьера.

### 1937 - 1991
Корнинский карьер был создан после проведения геологической разведки месторождения гранита в соответствии со вторым пятилетним планом развития народного хозяйства СССР и начал работу в 1937 году.
В ходе Великой Отечественной войны и немецкой оккупации (с 14 августа 1941 - до 25 декабря 1943) карьер временно не функционировал.
После окончания боевых действий в связи с большими объёмами ремонтно-восстановительных и строительных работ потребность в строительных материалах увеличилась, и карьер возобновил работу.
В дальнейшем, развитию предприятия способствовало строительство в 1960е годы железнодорожной ветки к Корнину от линии Житомир — Фастов. География поставок была расширена, гранит из Корнинского карьера использовали при строительстве в Киеве, Минске, Москве и Ленинграде.
В 1972 году крупнейшими потребителями продукции карьера являлись автомобильный завод в Тольятти (для которого было изготовлено 1962 м² тёсаного гранита) и строящийся Камский автомобильный завод (для которого было изготовлено 370 м² полированных гранитных плит).
В 1975 году карьер произвёл 900 м³ гранитных блоков и досрочно выполнил годовой производственный план.

### После 1991
В марте 1995 года Верховная Рада Украины внесла Корнинский карьер в перечень предприятий, приватизация которых запрещена в связи с их общегосударственным значением.
В августе 1997 года карьер был включён в перечень предприятий, имеющих стратегическое значение для экономики и безопасности Украины.
В дальнейшем, государственное предприятие было преобразовано в закрытое акционерное общество.

## Современное состояние
Карьер производит нерудные строительные материалы: необработанные гранитные блоки, гранитные плиты, брусчатку, бордюрный камень.